# Мозенталь, Герман
Соломон Герман Мозенталь (нем. Salomon Hermann Mosenthal; 14 января 1821, Кассель — 17 февраля 1877, Вена) — немецкий драматург и либреттист.

## Биография
Соломон Герман Мозенталь родился в еврейской семье торгового сословия. В 1842 году — по окончании лицея в Касселе — отправился в Вену и занял место преподавателя в доме венского банкира Гольдшмидта, где встречался со многими представителями литературного мира. Там он начал литературную карьеру. В 1845 г. появились его стихи («Gedichte»), а затем он опубликовал драму «Der Holländer Michel» из народной жизни; драма имела значительный успех и создала ему симпатии в передовых кругах, сочувственно встречавших тогда произведения, изображавшие быт народа.

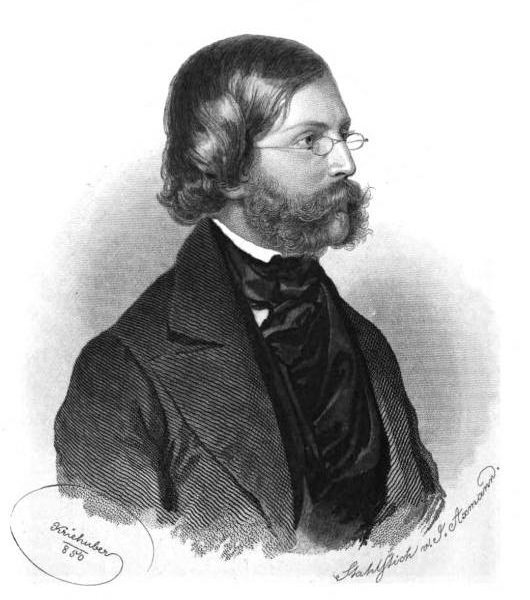
Соломон Герман Мозенталь

Мозенталь добился выдающегося успеха своей пьесой «Дебора» (нем. Deborah), премьера которой состоялась в 1849 году в Гамбурге: драма в стихах о любви юной еврейки к христианину выводила на обобщения мировоззренческого и политического характера, весьма востребованные в общественной атмосфере, возбуждённой европейским революционным движением 1848-49 гг. «Дебора» прошла по сценам всего западного мира (нью-йоркская премьера 1862, 400 представлений; лондонская премьера 1863, более 500 представлений), в том числе и в России. В том же 1849 году Мозенталь был избран почётным доктором Марбургского университета.
В дальнейшем карьера Мозенталя протекала не менее успешно, увенчавшись в 1871 году возведением его в дворянство, что для еврея было большой редкостью и позволило ему именовать себя «фон Мозенталь». Мозенталь также долгие годы работал в австрийском Министерстве просвещения, занимая должность хранителя библиотеки.
Среди других заметных пьес Мозенталя — сентиментальная драма «Зонвендхоф» (нем. Der Sonnwendhof; 1857) и пьеса «Жизнь одного немецкого поэта» (нем. Ein deutsches Dichterleben; 1850), основанная на биографии Г. А. Бюргера. Уже после смерти Мозенталя вышли его «Рассказы из еврейской семейной жизни» (нем. Erzählungen aus dem jüdischen Familienleben).
Мозенталь также сочинял оперные либретто для Рубинштейна и других композиторов. Из поставленных по ним опер наиболее известны «Виндзорские насмешницы» Отто Николаи (по комедии Шекспира, 1849) и «Царица Савская» Карла Гольдмарка (1875).  